# Dale (cráter)

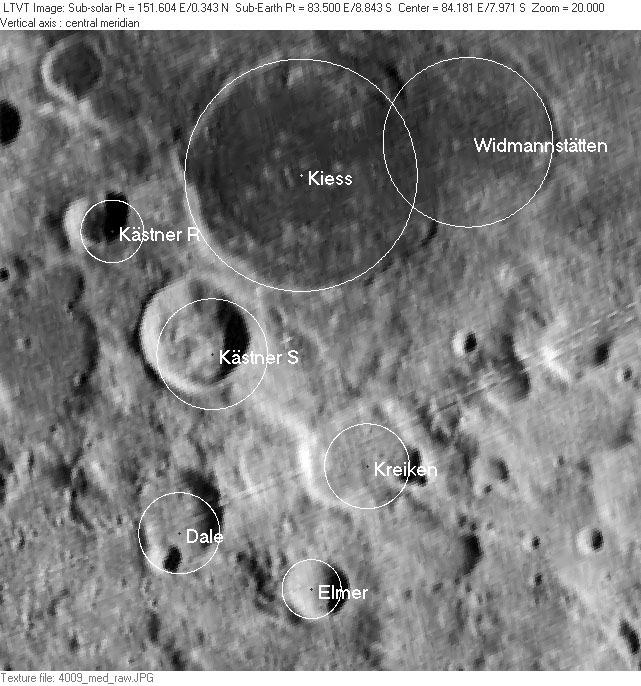
Fotografía de la misión Lunar Orbiter 4

Dale es un pequeño cráter de impacto situado en el extremo oriental de la cara visible de la Luna, al sur del Mare Smythii. Se encuentra al sureste del cráter más grande Kastner y al noreste de Ansgarius. Se halla en una parte de la superficie lunar que está sujeta a libración.
Es una formación de cráteres relativamente poco profunda e insignificante, con un borde exterior algo erosionado. Un cráter más pequeño atraviesa el lado sursudoeste del borde, con un escalón en su interior. El brocal es algo más bajo al norte que en otros lugares, estando el interior marcado solamente por algunos pequeños cráteres.
|  |